# Hauke Reimer
Hauke Reimer (* 1962 in Reinbek) ist ein deutscher Wirtschaftsjournalist und Volkswirt. Er ist stellvertretender Chefredakteur der Zeitschrift Wirtschaftswoche.

## Leben
Hauke Reimer studierte Volkswirtschaftslehre und Journalismus an der Technischen Universität Dortmund. Er absolvierte ein Volontariat bei der Westfälischen Rundschau in Dortmund und arbeitete für die Zeitschrift WirtschaftsKurier und die Nachrichtenagentur vwd. 1997 wechselte er zur Wirtschaftswoche als Finanzmarkt-Korrespondent in Frankfurt und war ab 2003 Büroleiter Frankfurt; im selben Jahr gewann er den Helmut-Schmidt-Journalistenpreis für einen Artikel über den Hedgefonds-Manager Florian Homm. Von Februar 2008 bis Februar 2021 leitete er das in Düsseldorf und Frankfurt angesiedelte Ressort „Geld“.  2015 wurde er stellvertretender Chefredakteur der Wirtschaftswoche.

## Auszeichnungen
- 2003: Helmut-Schmidt-Journalistenpreis (1. Platz)[4]
- 2013: DDV-Preis für Wirtschaftsjournalisten (Journalisten des Jahres mit dem Ressort Geld & Börse)[5]
- 2014: DDV-Preis für Wirtschaftsjournalisten (Print/Magazin mit Wirtschaftswoche-Redaktionsteam)[6]

## Veröffentlichungen
- Ursachen, Stand und Wettbewerbswirkungen der Konzentration im Pressewesen: eine Fallstudie zum deutschen Zeitschriftenmarkt (Dortmunder Diskussionsbeiträge zur Wirtschaftspolitik), Dortmund 1992[7]
- Herausgeber von: Christoph Werner (dm) Mein Leben, meine Firma, meine Strategie (Autor: Martin Seiwert), Offenbach 2023[8]